# Le Trésor de la Sierra Madre (roman)
Le Trésor de la Sierra Madre (titre original : Der Schatz der Sierra Madre) est un roman d'aventures de B. Traven, paru en 1927.
Le roman est adapté au cinéma sous le même titre par John Huston en 1948.

## Résumé

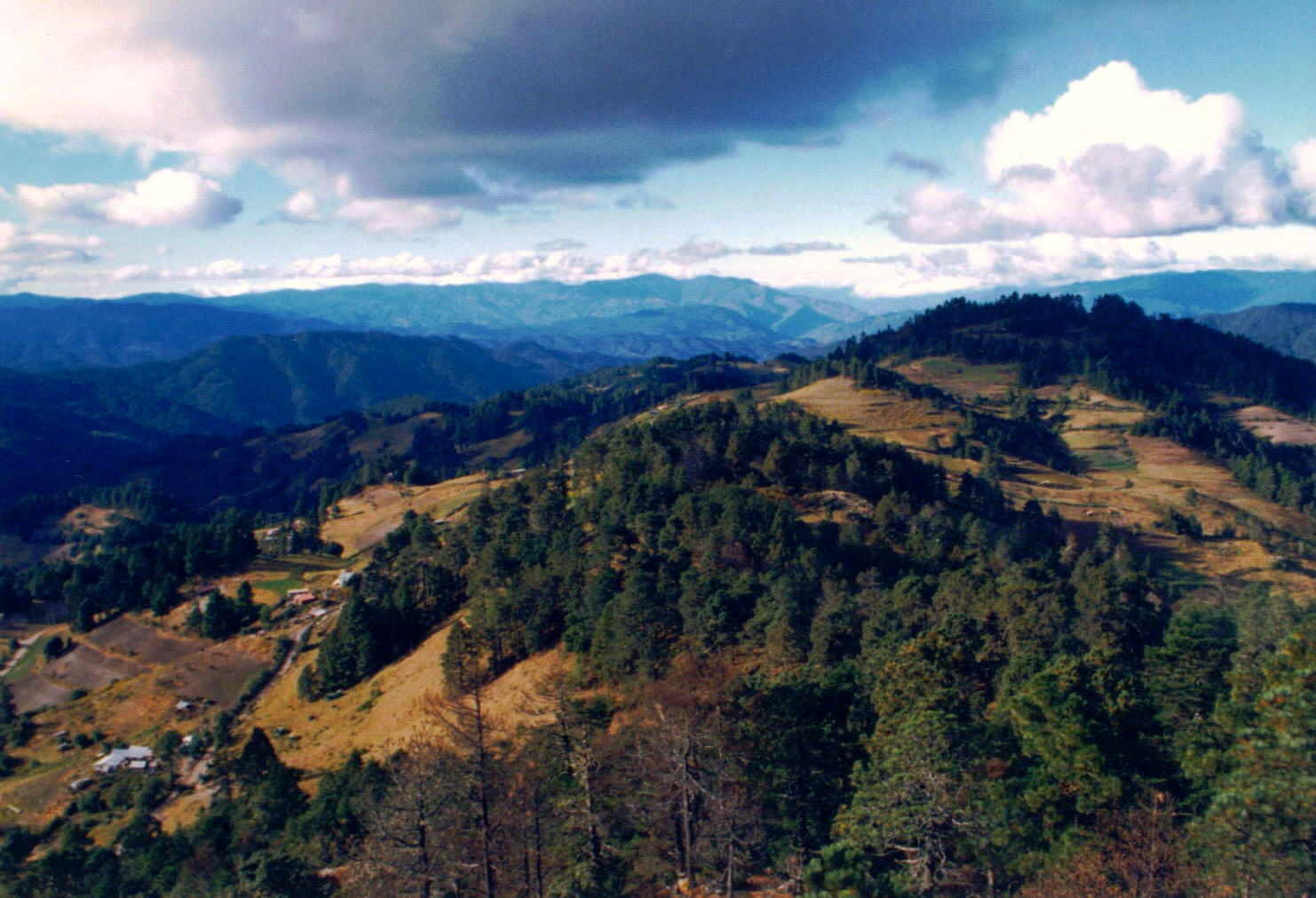
La Sierra Madre au Mexique.

L’action se déroule dans le Mexique des années 1920. Deux aventuriers américains, Dobbs et Curtin, partent à la recherche d’or en compagnie d’un vieux prospecteur nommé Howard. Malgré les ennuis qu’il pressent, le vieillard accepte tout de même de partir. De façon surprenante, le vieux prospecteur s’avère extrêmement endurant, et surtout il sait comment trouver de l’or dans la très inaccessible Sierra Madre.
Les trois compagnons finissent par découvrir un petit filon et collaborent en bonne intelligence. Après plus d'un an de prospection et une attaque de bandits, ils décident de repartir avec leurs gains. En chemin Howard sauve la vie d'un enfant indien et est invité par sa tribu, il laisse donc Dobbs et Curtin acheminer l'or et le déposer en sûreté à la banque. C’est au cours des derniers jours de voyage sur une route déserte que la discorde s’installe entre eux. La « fièvre de l’or » s’empare de Dobbs auquel a échu le tiers d’une petite fortune. Sa crainte paranoïaque d’être roulé lui fait perdre d’abord sa confiance en Curtin puis sa raison lorsqu'il s’empare de la totalité du trésor après avoir tiré sur son compagnon. Il est finalement tué par des marginaux juste avant d'arriver en ville, et ceux-ci vident les sacs d'or sans se rendre compte de ce qu'ils ont entre les mains. Ils sont finalement capturés et jugés, tandis qu'Howard devient le médecin de la tribu d'amérindiens et qu'il retrouve Curtin, qui a survécu à ses blessures.

## Contexte historique
Dans les années 1920, la violence de la Révolution mexicaine était dans l'ensemble retombée. Toutefois, des bandits en groupes dispersés continuaient à terroriser le pays. Pour les éliminer, le nouveau gouvernement post-révolutionnaire envoyait patrouiller dans les zones reculées une police fédérale efficace mais brutale connue sous le nom de Federales (appelée Rulales avant 1910). Les étrangers américains, tels que les « prospecteurs » dans cette histoire, couraient un réel danger d’être assassinés par les bandits s’ils croisaient leur chemin. De même les bandits n’avaient guère droit qu’à une « dernière cigarette » s’ils venaient à être capturés par les unités de l’Armée, et devaient même creuser leur propre tombe avant d’être exécutés.
C’est dans ce contexte que les trois gringos s’en vont chercher fortune.

## Éditions
Le roman est publié en allemand sous le titre Der Schatz der Sierra Madre en 1927, aux éditions de la guilde du livre Gutenberg. Il est traduit une première fois vers l’anglais par Basil Creighton en 1934, aux éditions Chatto & Windus à Londres. En 1935, cherchant à se faire publier aux États-Unis, l’auteur traduit lui-même le roman, et le fait éditer chez Knopf. Mais sa traduction, de piètre qualité, est réécrite par Bernard Smith pour Knopf. Traven ajoute quelques détails dans cette version, issus de sa meilleure connaissance du Mexique (où il n’est arrivé qu’en 1924) ; il y accentue sa critique de l’Église.
En français, la première édition date de 1951, dans une traduction d’Henry Bonifas adaptée par Charles Baudoin, parue chez Calmann-Lévy en 1951. D’après les éditions Sillage, cette traduction est tirée de l’édition allemande. Il s’agit bien d’une adaptation dont certains passages ont été supprimés, notamment le chapitre 12. Une seconde traduction par Paul Jimenes, à partir de l’anglais (édition américaine chez Knopf), est parue en 2008 aux éditions Sillage.

## Réception et analyse
Le Trésor de la Sierra Madre est le roman le plus connu de B. Traven, au moins dans le domaine anglophone,.
Le Trésor de la Sierra Madre est la troisième apparition du personnage récurrent Gerald Gale, déjà présent dans Les Cueilleurs de coton et dans Le Vaisseau des morts. Il a pu être inspiré par Linn A. E. Gale, fondateur des IWW (Wobblies) au Mexique. Le nom de ce personnage signifie "tempête" en anglais, ce qui en fait un bon alter ego de Marut/Traven qui écrit ceci à propos du Mexique, dans Les Cueilleurs de coton, :
« Un pays où s’enquérir du nom de quelqu’un, de son métier, de l’endroit d’où il vient et où il va est un manque de tact, presque une insulte. »
Gale apparaît également dans la nouvelle Le Visiteur du soir.
C. Williamson relève avec ironie que, bien que classé généralement comme un roman d’aventures, Le Trésor... n’en adopte pas les règles. La première aventure que vivent les protagonistes est ainsi de se faire escroquer de leur salaire et en conséquence de devoir se débrouiller pour survivre à l’exploitation capitaliste ; la quête de l’or, qui peut être vue avec un certain romantisme, est décrite comme un travail harassant et répétitif. Pour lui, le roman dépeint surtout « la résilience de ceux qui sont relégués aux marges de l’accumulation capitalistique, et les gains que peuvent apporter l’action collective et l’internationalisme. »

## Adaptation
- 1948 : Le Trésor de la Sierra Madre (The Treasure of the Sierra Madre), film américain réalisé par John Huston, avec Humphrey Bogart, Tim Holt et Walter Huston